# Владіміровка
Владіміровка (груз. ვლადიმიროვკა) — село в Грузії.
За даними перепису населення 2014 року в селі проживає 137 осіб.